# Richard Iddon
Richard Iddon (22 tháng 6 năm 1901 - 26 tháng 2 năm 1975) là một cầu thủ bóng đá người Anh. Ông thường thi đấu ở vị trí tiền đạo. Ông sinh ra ở Tarleton, Lancashire, thi đấu cho Manchester United, Tarleton, Preston North End, Leyland, và Chorley.